# Gordon Groothedde
Gordon Groothedde (Zutphen, 11 oktober 1968) is een Nederlands muziekproducer, componist en gitarist.

## Loopbaan
Hij begon als gitarist in bandjes als Poundcake, Spitball en Vangouw. Daarna trad hij op als muziekproducer en (mede-)liedjesschrijver van onder meer Krezip (lied Sweet Goodbyes) en Nick & Simon (lied "Lippen op de mijne"). Voor beide liedjes werd hij genomineerd voor een Gouden Harp. Ook schreef hij mee aan het nummer "Energize Me" van de inmiddels opgeheven Nederlandse symfonische metal band After Forever.
Van 2010 tot en met 2012 was hij in The Voice Of Holland actief als producer achter Nick & Simon. In 2012 werkt hij samen met Chris Hordijk.
Andere artiesten die hij begeleidde waren Willie Nelson, Snoop Dogg, Live, Xander de Buisonjé, Moke, Katie Melua, 3JS, Miss Montreal, Pearl Jozefzoon, Loïs Lane, Golden Earring, Dana Winner, Waylon, Ayreon, Trinity, BLØF, After Forever, Guus Meeuwis, Brennan Heart, Armin van Buuren, Intwine, Krezip, Maan (zangeres), OG3NE, A Balladeer, René Froger en Douwe Bob
De samenwerking met Nick en Simon leverde meer prijzen op. Zo kreeg hij voor hun album Fier de 100%NL-award en een Edison. Diverse albums/dvd’s kregen de platina dan wel meervoudig platina status.
Groothedde heeft bij het Nederlandse gitaarmerk Bo~EL Guitars een eigen model, dat hij ontwikkelde samen met oprichter Huub Boel. Deze gitaar draagt tevens zijn naam, de Bo~EL GG series.
In 2015 was hij, naast John Ewbank, co-producer en componist van Marco Borsato's "Evenwicht". In 2017 won hij een Buma Award voor zijn samenwerking met Matt Simons en Marco Borsato bij het nummer 'Breng Me Naar Het Water'. In 2020 scoort hij onder andere met de nieuwe kersthit Angels in the sky. Hij produceert dan ook voor Rondé de hits ‘Get To You’ en ‘Real Feelings’. In 2023 werkt hij samen met Navarone en Krezip. Hij is in dat jaar geridderd in de Orde van Oranje Nassau.
In 2025 zit hij in de vakjury van de televisieshow Talent Unplugged.
Zijn broer Michel Groothedde is stadsarcheoloog van Zutphen.